# Обсада на Милет
Обсадата на Милет (на гръцки: Πολιορκία της Μιλήτου) в Кария чрез гръцко-македонската войска на Александър Велики се състои през лятото 334 пр.н.е. по време на завладяването на Мала Азия. Това е първата обсада по време на войната против Персийската империя и завършва с победа на македонците.

## Ход на военните действия
Победата в битката при Граник през май 334 пр.н.е. отваря пътя на Александър за завладяването на Мала Азия. Град Милет отказва да капитулира, понеже командирът на гарнизона от гръцки наемници Хегисистрат се надява на персийска помощ и решава да се защитава. Александър обсажда бързо града. Македонсият флот от 160 кораба блокира входа към града откъм морето и окупира с около 4000 тракийци малкия остров Ладе пред пристанището. След три дена пристига персийският флот с 400 кораба с финикийски и кипърски контингенти, но не може да стигне до града и спира на около 15 км до Микале, за да вземе вода и провизии.
Генерал Парменион иска да нападнат персийците, а Александър да изчакат. Те нападат града по суша, а генерал Никанор с кораби застава пред входа за пристанището. Не се стига до боеве, персийците се оттеглят.
Милет след това е унищожен от македонците за наказание заради съпротивата си и става задължен да плаща трибути (Syntaxeis). Следващата битка е обсадата на Халикарнас през есента 334 пр.н.е.